# 威特曼島
威特曼島（英語：Wittmann Island），是南極洲的島嶼，位於雷諾島東面，處於努瑟島西南面3.7公里，屬於比斯科群島的一部分，在1957年被繪入阿根廷地圖，以美國的海洋學家命名，現時由南極條約體系管理。